# John Boswell
John Boswell (ur. 20 marca 1947 w Bostonie, zm. 24 grudnia 1994 w New Haven) – amerykański historyk, mediewista, historyk homoseksualności, profesor Uniwersytetu Yale, autor książki Chrześcijaństwo, tolerancja społeczna i homoseksualność (1980, wydanie polskie 2006).

## Życiorys
Urodził się w rodzinie wojskowej. Podczas studiów na Kolegium Wilhelma i Marii nawrócił się na katolicyzm. Doktorat poświęcony mniejszości muzułmańskiej w aragońskiej Hiszpanii w XIV wieku obronił na Uniwersytecie Harvarda. Od 1975 był wykładowcą, a od 1982 także profesorem, Uniwersytetu Yale, na którym w 1987 zainicjował Ośrodek Studiów Gejowsko-Lesbijskich. Do końca życia był praktykującym katolikiem. 
Zmarł na AIDS w wieku 47 lat. Do śmierci pozostawał w związku z Jeronem Hartem przez ponad 20 lat. Hart i Boswell są pochowani razem na Grove Street Cemetery w New Haven.

## Książki
Sławę przyniosły mu dwie książki poświęcone historii homoseksualności. W pierwszej z nich, nagrodzonej American Book Award w dziedzinie historii w 1981, pracy Chrześcijaństwo, tolerancja społeczna i homoseksualność analizuje wzory tolerancji społecznej wobec osób homoseksualnych w świecie chrześcijańskim. Argumentuje, że nietolerancja wobec homoseksualizmu nie wyrasta z tradycji chrześcijańskiej, lecz manichejskiej. W Same-Sex Unions in Premodern Europe analizuje natomiast kościelną ceremonię adelphopoiesis istniejącą zarówno w Kościele zachodnim, jak i wschodnim do XIV wieku. Twierdzi, że była to właściwie ceremonia kościelnego błogosławieństwa związków jednopłciowych, których patronami byli święci męczennicy Sergiusz i Bakchus. Obie książki wywołały burzliwe dyskusje w środowiskach historyków, teologów i teoretyków gejowskich.
Boswell, w opozycji do dominującego w badaniach nad seksualnością od lat 80. konstruktywizmu, przyjmował podejście esencjalistyczne, twierdząc, że homo- i heteroseksualność nie są społecznymi konstruktami, lecz zjawiskami występującymi uniwersalnie.
Najważniejsze prace Boswella:
- 1977: The Royal Treasure: Muslim Communities under the Crown of Aragon in the Fourteenth Century
- 1980: Christianity, Social Tolerance, and Homosexuality, wyd. polskie: Chrześcijaństwo, tolerancja społeczna i homoseksualność: geje i lesbijki w Europie Zachodniej od początku ery chrześcijańskiej do XIV wieku, przeł. Jerzy Krzyszpień, NOMOS, Kraków 2006 (ISBN 83-88508-97-0)
- 1988: The Kindness of Strangers: The Abandonment of Children in Western Europe from Late Antiquity to the Renaissance
- 1994: Same-Sex Unions in Premodern Europe